# Tychius quinquepunctatus

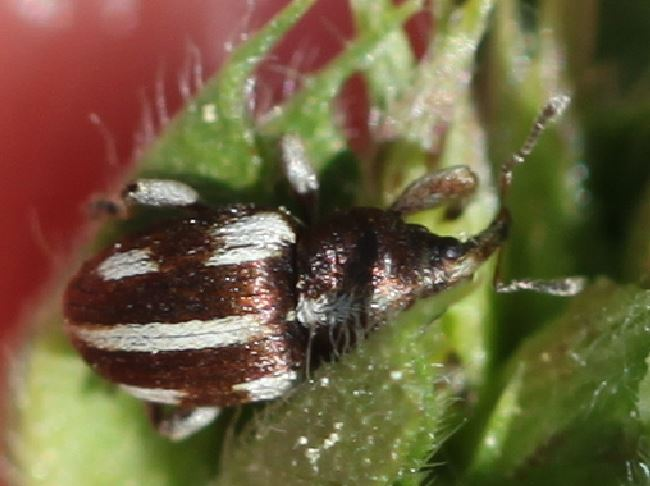
Tychius quinquepunctatus

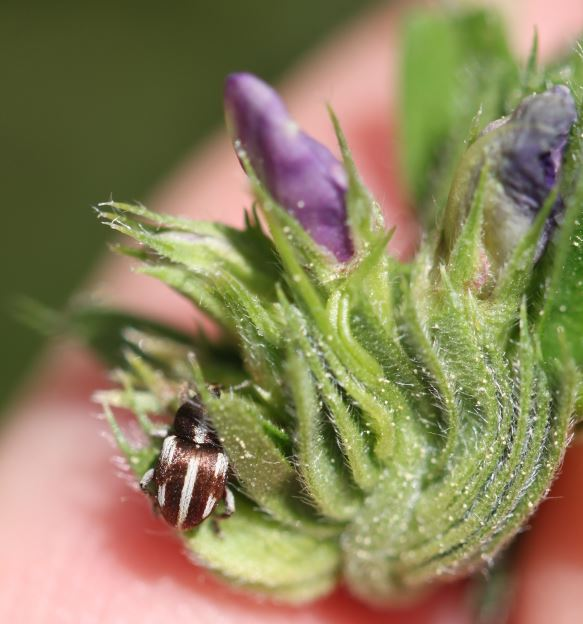
Tychius quinquepunctatus

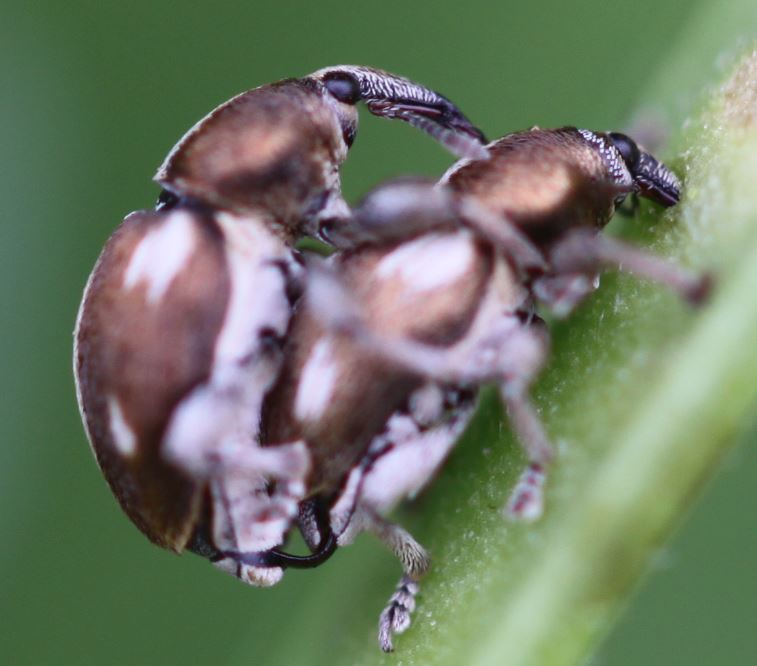
Begattung

Tychius quinquepunctatus, auch als Fünffleckiger Blütenrüssler bezeichnet, ist ein Käfer aus der Familie der Rüsselkäfer (Curculionidae).

## Beschreibung
Die Käfer sind 2,8–3,8 mm lang. Sie  sind mit rotgoldenen und weißen Schuppen überzogen. Über den Halsschild verläuft mittig ein weißes Längsband. Das Schildchen ist weiß. Auf den Flügeldecken befindet sich ein weißes Nahtband, ein weißer Schulterfleck sowie im 6. und 7. Zwischenraum hinten ein weiterer weißer Fleck.

## Verbreitung
Die Käferart ist in Europa weit verbreitet. Ihr Vorkommen reicht im Norden bis nach Südnorwegen, Mittelschweden und Südfinnland. In Südengland ist die Art selten. In Mitteleuropa nimmt ihr Vorkommen nach Norden hin ab. In Nordafrika wurde Tychius quinquepunctatus eingeschleppt.

## Lebensweise
Ab Ende März / Anfang April findet man die Käfer an Frühlings-Platterbse (Lathyrus vernus) sowie verschiedenen Wicken- (Vicia) und Platterbsen-Arten (Lathyrus). Diese bilden die Wirts- und -futterpflanzen. Die Larven fressen die Samen und verlassen anschließend die Hülsen der Wirtspflanzen. Die Larven verpuppen sich im Boden. Im Sommer schlüpft die neue Käfergeneration, die später überwintert. Die Käfer können durch ihren Fraß, insbesondere junger Triebe, Schäden im Gartenbau anrichten.

## Gefährdung
Die Art gilt in Deutschland als ungefährdet.

## Taxonomie
In der Literatur werden folgende Synonyme verwendet:
- Aoromius quinquepunctatus Norman, H. Joy, 1932